# 2-й Зачатьевский переулок
2-й Зача́тьевский переу́лок — улица в центре Москвы в Хамовниках между 1-м Зачатьевским и Молочным переулком. Здесь расположен Зачатьевский монастырь.

## Происхождение названия
Зачатьевские переулки (на планах Москвы XVII века обозначен лишь один Зачатейский переулок) обязаны своим названием Зачатьевскому монастырю, основанному в 1584 году царем Федором Иоанновичем в надежде на избавление от бесплодия его жены. Близ монастыря возникла Зачатьевская монастырская слобода, на территории которой и образовались переулки. На планах XIX века обозначался также как Малый Зачатьевский и Безымянный переулок.

## Описание
2-й Зачатьевский переулок отходит под острым углом на юг от 1-м Зачатьевского недалеко от Остоженки, приходит к главному входу Зачатьевского монастыря, слева к нему примыкает 3-й Зачатьевский, затем поворачивает на восток и вновь на юг вдоль стен монастыря, выходит на Молочный переулок, где заканчивается.

## Здания и сооружения
По нечётной стороне:
- Дом № 5/23 — усадьба Бухвостовых;  7730119000
  - № 5/23, стр. 1 — главный дом усадьбы Бухвостовых, построенный в конце XVIII в., перестраивался в 1814, 1816, 1848—1849, 1873, 1910 гг. Фасады, сохранившиеся до наших дней, выполнены в стиле эклектики с элементами модерна.  7730119001

По чётной стороне:
- Дом № 2 — Зачатьевский ставропигиальный женский монастырь;  771520293530006
  - Дом № 2, стр. 3 — северо-восточный корпус келий Зачатьевского монастыря, XIX в.
  - Дом № 2, стр. 4 — корпуса келий Зачатьевского монастыря начала XX в.
  - Дом № 2, стр. 7 — Южный корпус келий, в настоящее время — проектно-конструкторско-технологический институт экспериментального строительства и выставочной деятельности ФГУП.
  - Дом № 2, стр. 13 — церковь Сошествия Духа Святого с больничным корпусом.

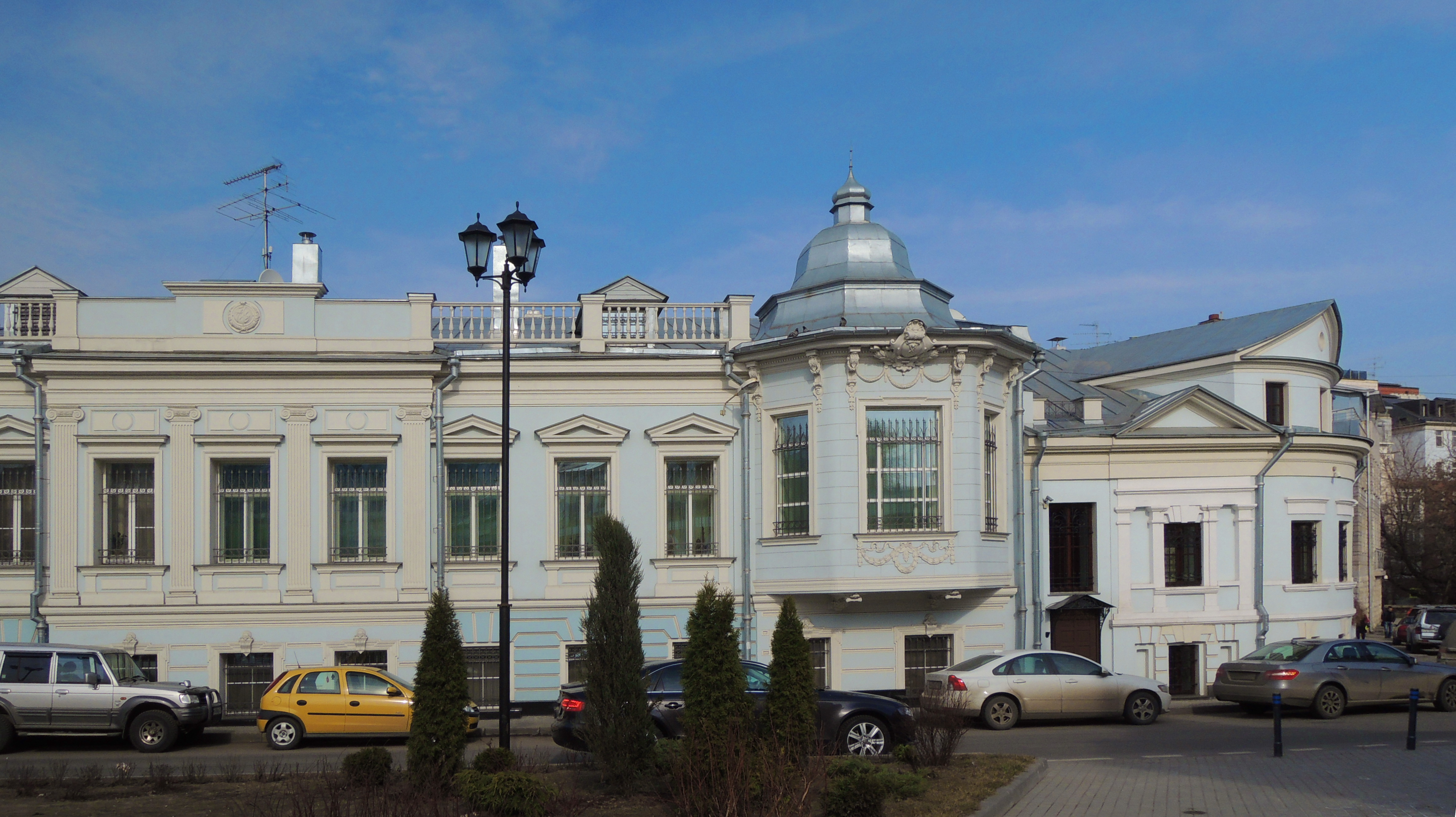
Усадьба Бухвостовых
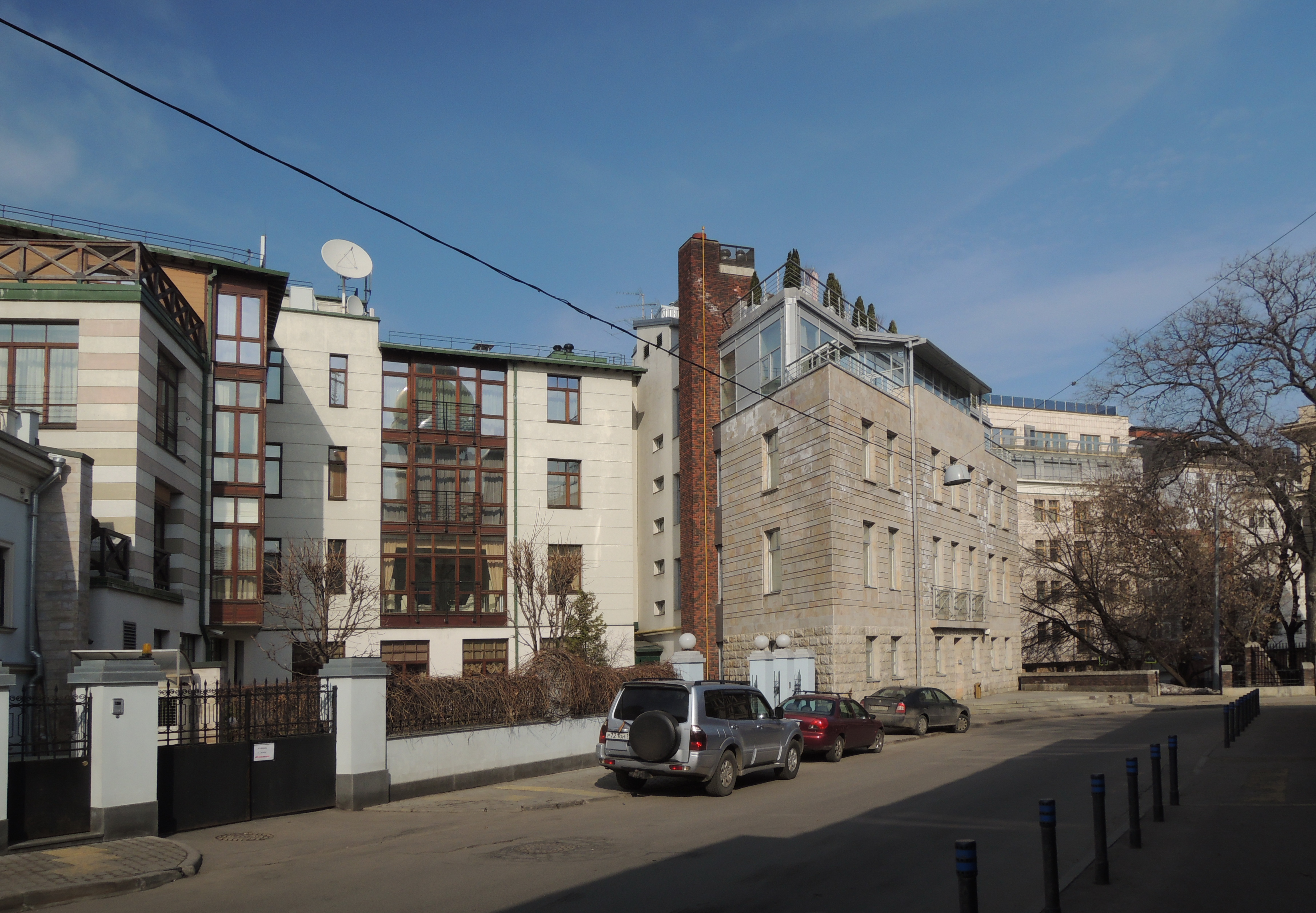
Дом 7
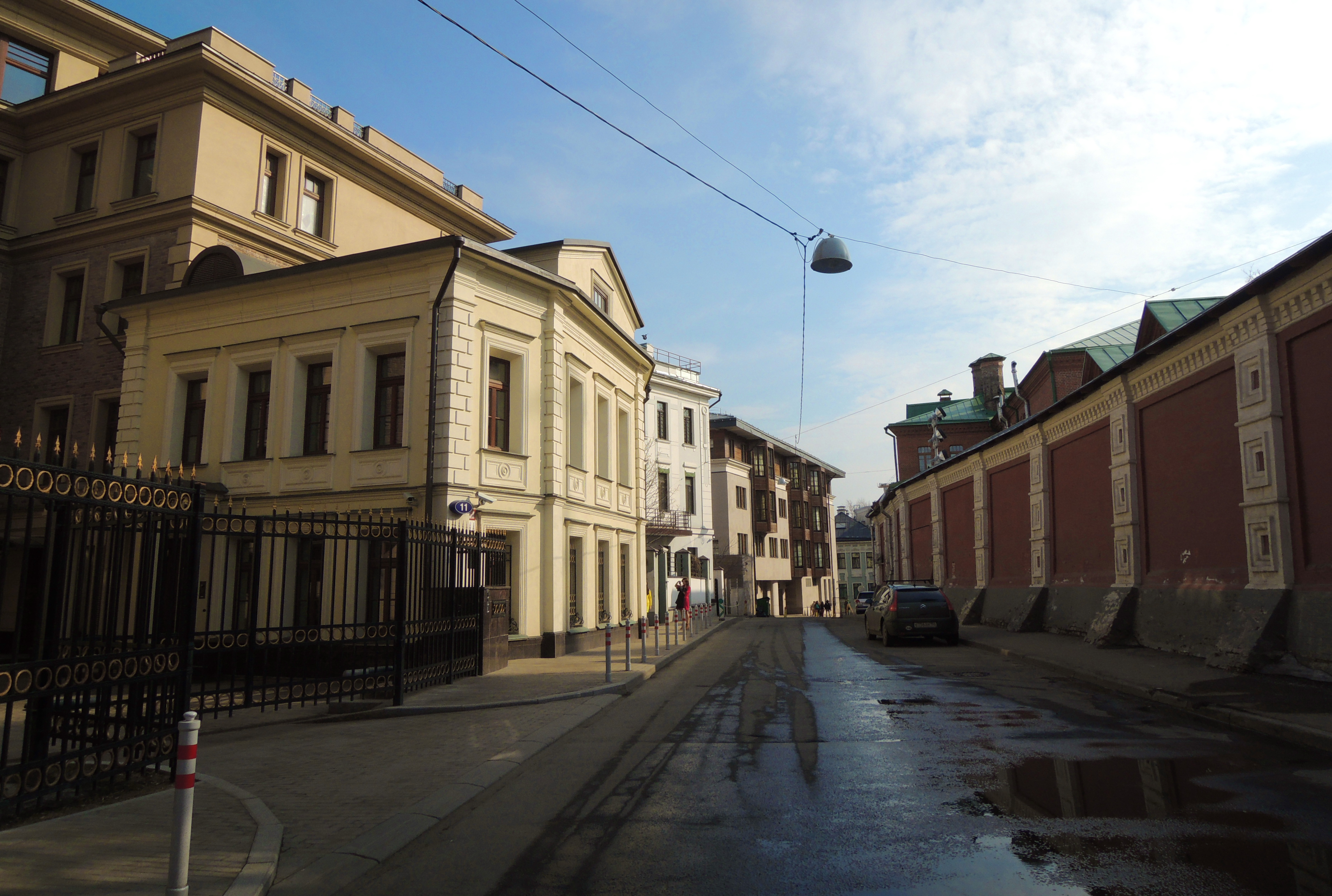
Клубный дом «Баркли» и стена Зачатьевского монастыря